# Bromont-Lamothe
Bromont-Lamothe település Franciaországban, Puy-de-Dôme megyében. Lakosainak száma 1016 fő (2022. január 1.). Bromont-Lamothe Chapdes-Beaufort, Cisternes-la-Forêt, Gelles, La Goutelle, Montfermy, Pontgibaud, Saint-Ours és Saint-Pierre-le-Chastel községekkel határos.

## Népesség
A település népességének változása:
| Lakosok száma | 984  | 988  | 990  | 976  | 977  | 982  | 994  | 1000 | 1016 |
|               | 2013 | 2015 | 2016 | 2017 | 2018 | 2019 | 2020 | 2021 | 2022 |